# نيك تشب
نيك تشب (بالإنجليزية: Nick Chubb)‏ هو لاعب كرة قدم أمريكية أمريكي، ولد في 27 ديسمبر 1995 في كيدرتون في الولايات المتحدة.

## وصلات خارجية
- نيك تشب على موقع مرجع كرة القدم المحترفة.كوم (الإنجليزية)